# Ruth Riese
Ruth Riese (née le 15 janvier 1890 et morte le 30 juillet 1972 à Saginaw, Michigan) est une joueuse de tennis américaine de l'entre-deux-guerres.
Elle s'est illustrée au tournoi de Cincinnati, atteignant six finales en simple et en double dames, sans pourtant jamais s'imposer.

## Palmarès (partiel)

### Finales en simple dames
| No | Date | Nom et lieu du tournoi            | Catégorie | Surface    | Vainqueure         | Score         |  |
| -- | ---- | --------------------------------- | --------- | ---------- | ------------------ | ------------- |  |
| 1  | 1929 | Canadian Championships, Toronto   |           | NC         | Olive Wade         | 6-0, 1-6, 6-1 |  |
| 2  | 1929 | Cincinnati tournament, Cincinnati |           | Dur (ext.) | Clara Louise Zinke | 6-2, 6-3      |  |
| 3  | 1930 | Cincinnati tournament, Cincinnati |           | Dur (ext.) | Clara Louise Zinke | 6-2, 6-4      |  |
| 4  | 1931 | Cincinnati tournament, Cincinnati |           | Dur (ext.) | Clara Louise Zinke | 6-1, 6-1      |  |

### Finales en double dames
| No | Date | Nom et lieu du tournoi           | Catégorie | Surface    | Vainqueures                           | Partenaire      | Score    |  |
| -- | ---- | -------------------------------- | --------- | ---------- | ------------------------------------- | --------------- | -------- |  |
| 1  | 1927 | Cincinnati tournament Cincinnati |           | Dur (ext.) | Clara Louise Zinke Olga Strashun Weil | Marian Leighton | 7-5, 6-1 |  |
| 2  | 1928 | Cincinnati tournament Cincinnati |           | Dur (ext.) | Clara Louise Zinke Ruth Oexman        | Betty Duffy     | 6-0, 7-5 |  |
| 3  | 1930 | Cincinnati tournament Cincinnati |           | Dur (ext.) | Clara Louise Zinke Ruth Oexman        | Barbara Duffy   | 6-0, 6-2 |  |